# 第七傳人
是一部於2015年上映的美國奇幻電影，改編自作家喬瑟夫·德拉尼的小說《獵魔師：嗜血女巫的復仇》。導演為謝蓋爾·波德洛夫，並由班·巴恩斯、傑夫·布里吉、茱莉安·摩爾主演。電影的發布日期多次更改，最後美国決定於2015年2月6日上映（含3D和IMAX 3D版本）。中国于2015年1月16日上映，而台灣則早各地於2014年12月31日上映。

## 劇情
故事敘述湯姆·華德（班·巴恩斯飾）是家中的第七子，同時也是一個農夫，後來跟隨老鳥獵魔師葛瑞戈里（傑夫·布里吉飾）對抗邪惡的瑪爾金女王（茱莉安·摩爾飾），在此之前湯姆和葛瑞戈里須穿越重重障礙才能直搗位於山頂的女巫巢穴....。

## 演員
- 班·巴恩斯 飾 湯姆·華德（Tom Ward）[5]
- 傑夫·布里吉 飾 約翰·葛瑞戈里／史布克（John Gregory／Spook）[6]
- 茱莉安·摩爾 飾 瑪爾金女王（Mother Malkin）
- 艾莉西亞·薇坎德 飾 愛麗絲·迪恩（Alice Deane）[7]
- 基特·哈靈頓 飾 比利·布萊德利（Billy Bradley）
- 吉蒙·翰蘇 飾 拉杜（Radu，原創角色）
- 安潔·陶依 飾 瘦骨莉茲（Bony Lizzie）
- 奧麗薇·威廉絲 飾 母親
- 李截 飾 烏拉格（Urag）

## 製作
於2012年3月19日在英屬哥倫比亞溫哥華正式開拍。2013年2月，傳奇影業同意支付500萬美元給最近破產的視覺效果公司節奏特效工作室來完成本片的特效部分。

## 音樂
最初由A·R·拉曼和圖奧馬斯·坎特林恩為電影配樂。然而，2013年7月，由於安排上的衝突，拉曼離開本工作。2013年12月，坎特林恩被替換成馬可·貝爾特拉米。

## 發行
在北美地區，本片原定於2013年2月22日發布，後推遲至2013年10月18日以完成後期製作。後來，由於傳奇影業和華納兄弟脫離合作關係（原將由華納兄弟發行本片），因此又延到2014年1月17日發布。2013年8月15日，宣布本片的經銷權已賣給傳奇影業的新合作夥伴環球影業，並定於2014年1月17日。但後來宣布，本片將於2015年2月6日在美國上映。

### 評價
《第七傳人》獲得了多為負面的評價。爛番茄基於87條評論持有14％的新鮮度，平均得分3.9／10。Metacritic評分31（滿分100），口碑不佳。
《綜藝》的雜誌影評人Peter Debruge給了本片負面的評論，批評電影的令人厭倦的劇情、特效和沒讓傑夫·布里吉與茱莉安·摩爾發揮該有的表現，並稱電影「過度設計」和「史詩奇幻之下水準」。《好萊塢報導》的Jordan Mintzer也譏諷本片為「無用之子」。
1905电影网写道：“《第七子》的格局小故事也不出彩，角色设定平淡无奇，特效算是中游水准。整部电影在奇幻、巫术、冒险、打怪之外还添加了爱情元素，并且力图让电影看起来更加黑暗、残酷，然而看完却让人觉得臃肿刻意，不仅成年观众不容易买账，青少年都未必会喜欢。”

### 票房
香港首周四天收获305万港币列第六位。中国大陆首周三天收获1亿人民币居亚军，次周获得6012万列第三位。

## 外部連結
- 官方网站
- 互联网电影数据库（IMDb）上《第七傳人》的资料（英文）
- 爛番茄上《第七傳人》的資料（英文）
- Metacritic上《第七傳人》的資料（英文）
- UpcomingFlick.com网站上《第七傳人》电影官方预告
- 《獵魔師：嗜血女巫的復仇》 （页面存档备份，存于）